# 佩特·澤倫卡
佩特‧澤倫卡 （Petr Zelenka，1976年2月27日—） 為捷克的連環殺手，曾任伊赫拉瓦醫院護理師。在2006年5月到9月間，他在布拉格東南方100公里的布羅德的ARO哈夫利奇庫夫布羅德醫院任職護理師時，以注射肝素的方式為十七名病患進行致命注射，造成七人死亡，而被稱為「肝素殺手」。肝素是一種抗凝血劑，大量注射可造成內出血死亡。澤倫卡已被捕並承認這一切都是他所為，他的律師宣稱澤倫卡可能是認為布羅德的醫師都不夠好，為了要測試醫師是否有能力抓出問題，才會給病人注射肝素。2008年2月，在殺死7名病人、並試圖殺死其他10人等罪行上，澤倫卡被判有罪，並處以無期徒刑。

## 生平
澤倫卡於伊赫拉瓦的中學與布爾諾的救援部門接受教育。1998年，他開始擔任哈夫利奇庫夫布羅德醫院麻醉與復甦科護士。2005年他在普通護理領域畢業。

## 謀殺案件與法庭審理
根據他在媒體界的朋友所述，澤倫卡有飲酒的問題。2006年5月，他嘗試了他的第一次謀殺行動：給一個68歲的男性注射了三次五毫升的肝素。這次的謀殺行動並未成功。
醫院院長帕維爾·龍津比較了班表與患者出血數據，懷疑是他所為之後，他於2006年12月被捕。澤倫卡承認醫院的40個出血案例中，有23個是他所為。
2007年11月30日由赫拉德茨-克拉洛韋地區檢察官辦公室提起公訴， 2008年1月22日開始審理；在2008年2月21日赫拉德茨-克拉洛韋地方法院法官判澤倫卡有罪，並判處無期徒刑。布拉格高等法院維持相同判決。澤倫卡上訴布爾諾最高法院，但被駁回；他提出了憲法申訴，在2009年11月憲法法院駁回他的申訴。雖然警方懷疑其他三起謀殺案和一個謀殺未遂案可能也是他所為，但由於他已經被處以無期徒刑，且最快到2038年才可以假釋，因此將這些案件的起訴推遲。
時任醫院院長的Josef Pejchl，因未察覺澤倫卡的謀殺行動也遭到起訴。他被處以緩刑，但在2008年10月帕爾杜比上訴法院取消了這個判決。

### 澤倫卡與謀殺案件的關連
一些醫學專家認為，澤倫卡並未用肝素殺死任何人。他們懷疑專家Josef Pleskot在法庭上的證詞，由於有些患者的出血檢測值測量不到，因此他做出除了未經授權的肝素使用以外，不可能會有這樣的檢測值的結論。 ARO大學醫院的負責人甚至建議法官讓他當庭注射肝素來證明他的說法，但法官從來沒有考慮在法庭上做類似的嘗試。
姆拉達·博雷斯拉夫臨床生物化學系的主管切赫‧瓦格納也持相同的看法：「常規劑量肝素是8萬單位，他（切赫‧澤倫卡）只注射了2萬5千單位；我可以注入10萬單位不會對病人產生任何反應。」雖然澤倫卡曾對健康狀況極端不佳的病人注射肝素，但即使是這種說法也無法說服醫師。IKEM心血管和移植手術部的Ladislav Těšínský醫師，對使用肝素的經驗豐富，他說在手術後的病人使用2萬5千單位的肝素在區域醫院是很正常的做法，根本不可能對病人產生任何傷害。

## 相關事件
心理醫師Miroslav Skačan根據這個主題寫了一本小說，名為「嫉妒謀殺」，後來在2009年由Dan Svátek改編為電影。